# Bjørnar Moxnes
Bjørnar Moxnes (Oslo, 19 de diciembre de 1981) es un político noruego. Exlíder del Partido Rojo, después de haber sucedido a Turid Thomassen el 6 de mayo de 2012, hasta el 24 de julio de 2023 cuando le cedió el mando a Marie Sneve Martinussen. Es miembro del Parlamento por el distrito de Oslo.
En las elecciones de 2017, fue elegido como único representante del Partido Rojo en el parlamento noruego.

## Biografía
Moxnes fue criado en Nordstrand en Oslo por una madre que era enfermera y un padre que trabajaba en un jardín de infancia. Más tarde, mientras estudiaba en la Escuela de la Catedral de Oslo, se convirtió en miembro de la Juventud Roja.

### Educación
Moxnes realizó su educación superior en la Universidad de Oslo, donde estudió sociología. En sus tesis de maestría Med makt i bagasjen - En analyse av politikerelitens yrkesmobilitet (Con el poder en el equipaje - Un análisis de la movilidad profesional de los políticos), analizó la tendencia de los políticos a cambiar de carrera de la política a las relaciones públicas. Moxnes concluyó que características como el nivel socioeconómico y la educación tienen poco efecto directo sobre la probabilidad de transición a trabajos con altos ingresos. En cambio, según Moxnes, esta probabilidad está influenciada por el capital político. No descartó que los antecedentes socioeconómicos y la educación afecten indirectamente a la movilidad ocupacional, porque la educación superior o el estatus socioeconómico alto de los padres hacen que sea más probable que consigan trabajos que permitan la acumulación de capital político.

### Líder de la Juventud Roja
En 2004, Moxnes se convirtió en el líder de la Juventud Roja después de haber pasado dos años como secretario de la organización. Como líder, Moxnes representó, entre otras cosas, a la Juventud Roja en la Corte Suprema, donde la organización fue condenada por publicar libros de texto para su descarga gratuita en internet.

### Político y líder de Rødt
Durante la fundación del Partido Rojo en 2007, Moxnes fue escogido como miembro de la junta nacional. En 2010, fue elegido vicepresidente del partido y en la reunión nacional del partido el 6 de mayo de 2012, fue elegido nuevo presidente en reemplazo de Turid Thomassen.
En 2011, Moxnes fue elegido miembro del Ayuntamiento de Oslo. Desde entonces se ha convertido en un destacado político en Oslo como con en defensa del Hospital Universitario Aker, su oposición al parque de esculturas en Ekebergskogen y su oposición a los Juegos Olímpicos de Oslo en 2022.
En las elecciones parlamentarias de 2013 y 2017, Moxnes fue el primer candidato del Partido Rojo en Oslo y en 2017 fue elegido representante parlamentario por Oslo. En 2018, nominó al movimiento de Boicot, Desinversión y Sanciones (BDS) contra Israel para un Premio Nobel de la Paz.